# パイロットエラー

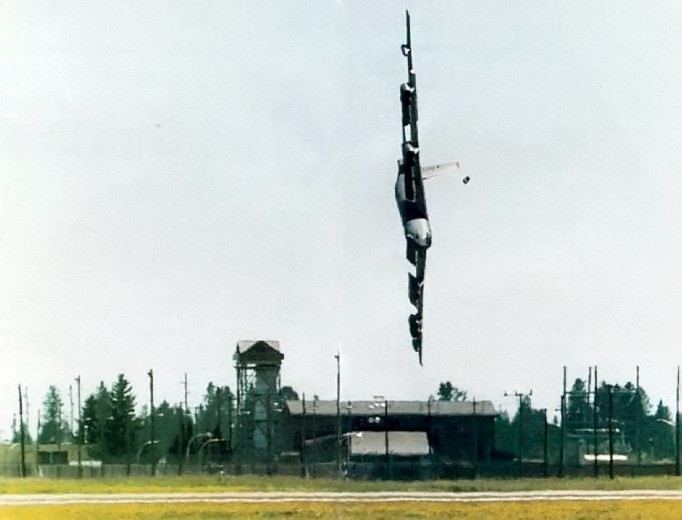
1994年のフェアチャイルド空軍基地でのB-52機の墜落事故は、運用限界を超える機体の操縦が原因であった。墜落直前を捉えたこの写真で、機体は復元不能な傾斜を見せている。この事故は、乗務員の職務分担などリソース・マネジメントを教育するケース・スタディの検討事例として、軍民双方で利用されている。

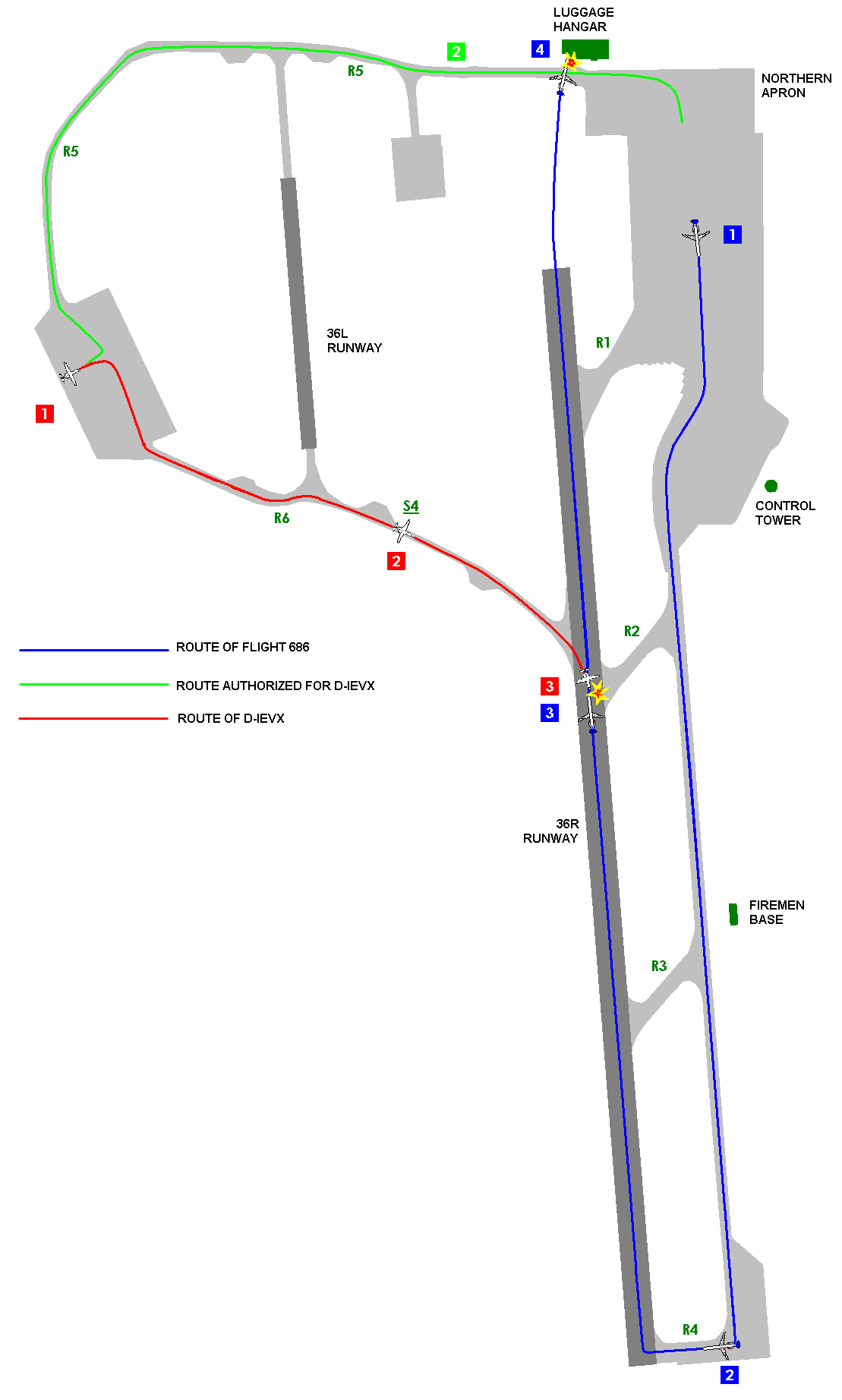
滑走路上で航空機同士が衝突した リナーテ空港事故では、管制塔が明確な指示を与えなかったことから、事故機の一方が、正しいタクシング（地上走行）の経路（緑線）をとらず、誤った経路（赤線）をとった。事故は濃霧の中で起こった。

パイロット・エラー（pilot error）、ないし、コックピット・エラー (cockpit error) とは、航空機の事故や事件において、そのおもな原因なり要因のひとつと認定された、パイロットが航空機について行なった判断、行為、ないし、不作為。パイロット・エラーには、職務執行における、誤操作、見落とし、些細な判断の過誤、不十分なデューディリジェンス（正当な注意義務及び努力）などが含まれる。
今日の事故調査においては、より広い観点から、事故に至った一連の出来事の連鎖の中で、システムに組み込まれるヒューマン・ファクターがどう馴染んでいたかを検討することが、標準的な作業とされている。
現代の事故調査においては、誰が非難されるべきなのかを探ることではなく、その事故が起きた原因は何なのかを判断することに主眼が置かれるため、「パイロット・エラー」という言葉は極力避けようと努められる。さらに、パイロットに責任を負わせようとする見方は、パイロットがより大きなシステムの一部の要素であることを考慮しておらず、例えば、パイロット・エラー自体がパイロットの疲労や、労働負荷、訓練不足などによって引き起こされることに目を向けていない。国際民間航空機関 (ICAO) と加盟諸国は、航空事故におけるヒューマン・ファクターの役割についての理解を改善する取り組みの一環として、1993年に原因モデル採用している。

## パイロット・エラーによる事故の例
アメリカ合衆国では、2004年中のゼネラル・アビエーション（一般航空）の事故のうち、死者の出た事故の78.6 %、すべての事故の75.5 %は、パイロット・エラーが主な原因と分類された。定期航空の場合、世界中で報告された事故の認知件数の半分強は、パイロット・エラーが原因とされることが多い。
- 1972年6月18日 - 英国欧州航空548便墜落事故
- 1972年12月29日 - イースタン航空401便墜落事故
- 1977年3月27日 - テネリフェ空港ジャンボ機衝突事故
- 1978年9月25日 - パシフィック・サウスウエスト航空182便墜落事故
- 1982年1月13日 - エア・フロリダ90便墜落事故
- 1982年2月9日 - 日本航空350便墜落事故
- 1982年4月26日 - 中国民航3303便墜落事故
- 1985年1月21日 - ギャラクシー航空203便墜落事故
- 1985年7月10日 - アエロフロート航空7425便墜落事故
- 1985年8月2日 - デルタ航空191便墜落事故
- 1987年8月31日 - タイ航空365便墜落事故
- 1987年11月5日 - スカイウエスト航空1834便空中衝突事故
- 1988年3月17日 - アビアンカ航空410便墜落事故
- 1988年6月26日 - エールフランス296便事故
- 1989年1月8日 - ブリティッシュミッドランド航空92便不時着事故
- 1989年9月3日 - クバーナ航空9646便墜落事故
- 1992年1月20日 - エールアンテール148便墜落事故
- 1992年9月28日 - パキスタン国際航空268便墜落事故
- 1994年6月24日 - 米軍B-52機墜落事故
- 1996年11月12日 - ニューデリー空中衝突事故
- 1997年7月31日 - フェデラル・エクスプレス14便着陸失敗事故
- 1999年12月22日 - 大韓航空8509便墜落事故
- 2001年11月24日 - クロスエア3597便墜落事故
- 2003年12月18日 - フェデックス・エクスプレス647便着陸失敗事故
- 2005年8月2日 - エールフランス358便事故
- 2005年8月16日 - ウエスト・カリビアン航空708便墜落事故
- 2005年8月23日 - タンス航空204便墜落事故
- 2006年7月9日 - S7航空778便着陸失敗事故
- 2006年9月29日 - ゴル航空1907便墜落事故
- 2006年10月29日 - ADC航空53便墜落事故
- 2007年1月1日 – アダム航空574便墜落事故
- 2007年3月7日 - ガルーダ・インドネシア航空200便墜落事故
- 2009年6月1日 - エールフランス447便墜落事故
- 2009年6月30日 - イエメニア626便墜落事故
- 2010年5月12日 - アフリキヤ航空771便墜落事故
- 2010年4月10日 - ポーランド空軍Tu-154墜落事故
- 2010年7月28日 - 米軍C-17機墜落事故
- 2015年2月4日 - トランスアジア航空235便墜落事故
- 2016年12月25日 - 2016年ロシア国防省Tu-154墜落事故